# Almost Home
«Almost Home» —en español, «Casi en casa»— es una canción de música pop, interpretada por la cantante y compositora estadounidense
Mariah Carey. Es la canción principal de la película de Disney Oz: el Poderoso. Por encargo de Disney, Simone Porter, Justin Gray, y Lindsey Ray escribió la mayor parte del registro. Cuando Carey firmó un contrato para cantar la canción, ella y Tor Erik Hermansen Stargate, y Mikkel Eriksen, más tarde cambiaría un poco y, en definitiva, completarlo. El 6 de febrero de 2013, se anunció que Mariah Carey grabó la canción para la película de Disney con la producción de equipo de Stargate, y que iba a ser liberada a través de descarga digital el 19 de febrero de 2013.
Musicalmente, es de género pop mezclado con electropop, con un mensaje inspirado, "Almost Home" ha recibido críticas generalmente favorables de los críticos de música, muchos de los cuales alabaron la interpretación vocal de Carey, que calificó de un "retorno" a su sonido de la década de 1990 después de las críticas poco entusiastas de sus últimos lanzamientos, incluyendo "Triumphant (Get 'Em)" (2012).
El vídeo musical oficial del sencillo, dirigido por David LaChapelle, fue lanzado el 8 de marzo de 2013 por el servicio de YouTube VEVO. Las escenas fueron filmadas en blanco y negro, en la que aparece sentada en un banco. En el video, se utilizaron algunas escenas de la película, se puede observar que la cantante hace movimientos con las manos delante de una máquina de viento. El video de la canción "Almost Home" Mariah Carey ganó una nominación a los premios World Music Awards, en la categoría "Mejor Video del mundo".

## Antecedentes y composición
El 6 de febrero de 2013, se reveló que Carey estaba trabajando con Stargate en una canción titulada "Almost Home", como el primer sencillo de la banda sonora para la película Oz el Grande y Poderoso, en una declaración dijo que la canción tiene "un mensaje de que funciona muy bien con la película Es una sensación de bienestar registro;.. te da la sensación de llegar a su casa y estar con la gente que amas". La canción fue grabada en Nueva York en Roc The Mic Studios y lanzado en una asociación entre Def Jam Recordings y Disney Music Group para la campaña promocional de la película. obra del sencillo se dio a conocer a través de Carey Instagram cuenta el 14 de febrero de 2013, con el sola en sí de ser liberado el 19 de febrero de 2013. Sin embargo, se filtró el día anterior.
"Almost Home" es un pop y el electropop canción, con elementos de otros géneros musicales como R & B, hip hop, y EDM. Carey ofrece un mensaje inspirado en la canción, y, según lo descrito por Jocelyn Vena de MTV, la cantante ha colocado "justo en la mítica tierra de la famosa película", cantando en el coro, "Cuando estás casi allí / Y estás casi en casa / Sólo abre tus ojos y ve / Cuando usted está casi allí / Casi en casa / saber que no estás solo / Estás casi en casa ". Bill Lamb de About.com escribió que los fanes de Carey "se habían quejado de la respiración dificultosa de voz y [su] voz que está enterrado en la producción de los últimos lanzamientos ", y añadió que, en" Almost Home ", canta" a pleno pulmón que recuerda a muchos de sus éxitos pasados ".

## Edición
Descarga digital
1. «Almost Home» – 3:47

## Créditos y personal
Grabación
- Grabado en el Roc del Mic Studios, Nueva York

Personal
- Cantautores - Mariah Carey, Simone Porter, Justin Gray, Lindsey Ray, Tor Erik Hermansen, Mikkel Eriksen
- Producción, instrumentos, programación - Def Jam, Disney Music Group

## Posicionamiento
| Lista (2013)                                                  | Posición alta |
| ------------------------------------------------------------- | ------------- |
| Francia (SNEP)                                                | 185           |
| Japón (Japan Hot 100)                                         | 59            |
| Corea del Sur (Gaon Chart)                                    | 9             |
| España (Top 100 Canciones)                                    | 41            |
| Estados Unidos Bubbling Under R&B/Hip-Hop Singles (Billboard) | 1             |
| Estados Unidos R&B Songs (Billboard)                          | 18            |
| Estados Unidos Adult Contemporary (Billboard)                 | 23            |

## Historial de lanzamiento
| País         | Fecha                 | Formato                | Sello               |
| ------------ | --------------------- | ---------------------- | ------------------- |
| Mundialmente | 19 de febrero de 2013 | Descarga digital       | Walt Disney Records |
| Australia    | 20 de febrero de 2013 | Contemporary hit radio | Island Records      |